# Pleocyemata
Pleocyemata je podred dekapodnih rakova, koju je formulisao Martin Burkenroad 1963. godine. Burkenroadova klasifikacija zamenila je ranije podredove Natantia i Reptantia monofiletskim grupama Dendrobranchiata (kozice) i Pleocyemata. Pleocyemata sadrži sve članove Reptantia (uključujući rakove, jastoge, Astacidea i druge), kao i Stenopodidea (koja sadrži takozvane „bokserske škampe“ ili „berberske škampe“) i Caridea, koja sadrži prave škampe.